# 100VG-AnyLAN
Сеть 100VG-AnyLAN – разработана компаниями Hewlett-Packard и IBM и соответствует международному стандарту IEEE 802.12.
Главными достоинствами её являются большая скорость обмена, вдвое большую длину кабеля UTP категории 5 (до 200 метров), сравнительно невысокая стоимость аппаратуры (примерно вдвое дороже оборудования наиболее популярной сети Ethernet 10BASE-T), централизованный метод управления обменом без конфликтов, а также совместимость на уровне форматов пакетов с сетями Ethernet и Token-Ring.
В названии сети 100VG-AnyLAN цифра 100 соответствует скорости 100 Мбит/с, буквы VG обозначают дешёвую неэкранированную витую пару категории 3 (Voice Grade), а AnyLAN (любая сеть) обозначает то, что сеть совместима с двумя самыми распространёнными сетями.

## Основные технические характеристики сети 100VG-AnyLAN
- Скорость передачи – 100 Мбит/с.
- Топология – звезда с возможностью наращивания (дерево). Количество уровней каскадирования концентраторов (хабов) – до 5.
- Метод доступа – централизованный, бесконфликтный (Demand Priority – с запросом приоритета).
- Среда передачи – счетверённая неэкранированная витая пара (кабели UTP категории 3, 4 или 5), сдвоенная витая пара (кабель UTP категории 5), сдвоенная экранированная витая пара (STP), а также оптоволоконный кабель. Сейчас в основном распространена счетверённая витая пара.
- Максимальная длина кабеля между концентратором и абонентом и между концентраторами – 100 метров (для UTP кабеля категории 3), 200 метров (для UTP кабеля категории 5 и экранированного кабеля), 2 километра (для оптоволоконного кабеля). Максимально возможный размер сети – 2 километра (определяется допустимыми задержками).
- Максимальное количество абонентов – 1024, рекомендуемое – до 250.

Таким образом, параметры сети 100VG-AnyLAN довольно близки к параметрам сети Fast Ethernet. Однако главное преимущество Fast Ethernet – это полная совместимость с наиболее распространённой сетью Ethernet (в случае 100VG-AnyLAN для этого требуется мост). В то же время, централизованное управление 100VG-AnyLAN, исключающее конфликты и гарантирующее предельную величину времени доступа (чего не предусмотрено в сети Ethernet), также нельзя сбрасывать со счетов.
Сеть 100VG-AnyLAN состоит из центрального (основного, корневого) концентратора уровня 1, к которому могут подключаться как отдельные абоненты, так и концентраторы уровня 2, к которым в свою очередь подключаются абоненты и концентраторы уровня 3 и т.д. При этом сеть может иметь не более пяти таких уровней (в первоначальном варианте было не более трёх). Максимальный размер сети может составлять 1000 метров для неэкранированной витой пары.
В отличие от неинтеллектуальных концентраторов других сетей (например, Ethernet, Token-Ring, FDDI), концентраторы сети 100VG-AnyLAN – это интеллектуальные контроллеры, которые управляют доступом к сети. Для этого они непрерывно контролируют запросы, поступающие на все порты. Концентраторы принимают приходящие пакеты и отправляют их только тем абонентам, которым они адресованы. Однако никакой обработки информации они не производят, то есть в данном случае получается все-таки не активная, но и не пассивная звезда. Полноценными абонентами концентраторы назвать нельзя.
Каждый из концентраторов может быть настроен на работу с форматами пакетов Ethernet или Token-Ring. При этом концентраторы всей сети должны работать с пакетами только какого-нибудь одного формата. Для связи с сетями Ethernet и Token-Ring необходимы мосты, но мосты довольно простые.
Концентраторы имеют один порт верхнего уровня (для присоединения его к концентратору более высокого уровня) и несколько портов нижнего уровня (для присоединения абонентов). В качестве абонента может выступать компьютер (рабочая станция), сервер, мост, маршрутизатор, коммутатор. К порту нижнего уровня может также присоединяться другой концентратор.

Метод доступа к сети 100VG-AnyLAN типичен для сетей с топологией звезда и состоит в следующем.
Каждый желающий передавать абонент посылает концентратору свой запрос на передачу. Концентратор циклически прослушивает всех абонентов по очереди и даёт право передачи абоненту, следующему по порядку за тем, который закончил передачу. Величина времени доступа гарантирована. Приоритет у абонентов – географический, то есть определяется номером порта нижнего уровня, к которому подключён абонент. Однако этот простейший алгоритм усложнён в сети 100VG-AnyLAN, так как запросы на передачу могут иметь два уровня приоритета:
- нормальный уровень приоритета используется для обычных приложений;
- высокий уровень приоритета используется для приложений, требующих быстрого обслуживания.

Запросы с высоким уровнем приоритета (высокоприоритетные) обслуживаются раньше, чем запросы с нормальным приоритетом (низкоприоритетные). Если приходит запрос высокого приоритета, то нормальный порядок обслуживания прерывается, и после окончания приема текущего пакета обслуживается запрос высокого приоритета. Если таких высокоприоритетных запросов несколько, то возврат к нормальной процедуре обслуживания происходит только после полной обработки всех этих запросов. Можно сказать, что высокоприоритетные запросы обслуживаются вне очереди, но они образуют свою очередь.
При этом концентратор следит за тем, чтобы не была превышена установленная величина гарантированного времени доступа для низкоприоритетных запросов. Если высокоприоритетных запросов слишком много, то запросы с нормальным приоритетом автоматически переводятся им в ранг высокоприоритетных. Типичная величина времени повышения приоритета равна 200—300 мс (устанавливается при конфигурировании сети). Таким образом, даже низкоприоритетные запросы не будут ждать своей очереди слишком долго.
В сети 100VG-AnyLAN предусмотрены два режима обмена: полудуплексный и полнодуплексный. При полудуплексном обмене все четыре витые пары используются для передачи одновременно в одном направлении (от абонента к концентратору или наоборот). Данный режим используется для передачи пакетов.
При полнодуплексном обмене две витые пары (1 и 4) передают в одном направлении, а две другие (2 и 3) – в другом направлении. Этот режим используется для передачи управляющих сигналов.
Таким образом, сеть 100VG-AnyLAN представляет собой доступное решение при скорости передачи 100 Мбит/с. Однако она не обладает полной совместимостью ни с одной из стандартных сетей, поэтому её дальнейшая судьба проблематична. 100VG-AnyLAN, несмотря на поддержку солидных фирм в прошлом и высокий уровень стандартизации осталась всего лишь примером интересных технических решений.

## Основные характеристики и отличия
Метод доступа — Demand Priority
Кадры передаются не всем узлам сети, а только станции назначения
Выделенный арбитр доступа — Концентратор
Данные передаются по 4 парам UTP категории 3 (25 Мбит/c по каждой паре)
Максимальное количество компьютеров в сети 1024, рекомендуемое — до 250.

## Особенность
Сохранение Формата кадра Ethernet и Token Ring.